# 細川バレンタイン
細川 バレンタイン（ほそかわ バレンタイン、1981年4月16日 - ）は、日本の元プロボクサー。宮崎県宮崎市出身。角海老宝石ボクシングジム所属。元日本スーパーライト級王者。
外資系金融会社の正社員としてもプロボクサーとしても「自分の100 ％を出す」ために二足のわらじを履いている選手。

## 来歴
2006年5月23日、宮田ジム・スポーツクラブ所属選手として後楽園ホールで神崎宜紀とデビュー戦を行い、4回1-1（39-37、38-39、38-38）の判定で引き分けた。
2006年7月24日、後楽園ホールで小林鋼介と対戦し、プロ初勝利となる初回14秒TKO勝ちを収めた。
2007年7月31日、後楽園ホールで行われた第64回東日本新人王トーナメントライト級部門予選で近藤明広と対戦し、プロ初黒星となる4回0-3（36-40、37-40、38-39）の判定負けを喫し東日本新人王トーナメントの予選で敗退した。
2008年1月25日、後楽園ホールで渡部智之とライト級4回戦を行い、2回1分9秒KO勝ちを収め再起した。
2008年8月5日、後楽園ホールで行われた第65回東日本新人王トーナメントライト級部門準々決勝で加藤健太と対戦し、4回1-1（38-37、38-39、38-38）の判定で引き分けたが規定により細川が準決勝に進出した。
2008年9月25日、後楽園ホールで行われた第65回東日本新人王トーナメントライト級部門準決勝で小澤剛と対戦し、4回2-0（39-37、39-38、39-39）の判定勝ちを収め決勝に進出した。
2008年11月2日、後楽園ホールで行われた第65回東日本新人王トーナメントライト級部門決勝で麻生興一と対戦し、5回1-1（48-47、46-48、48-48）の判定で引き分けたが規定により細川が優勝、東日本新人王の座を射止めた。
2008年12月21日、後楽園ホールで行われた第55回全日本新人王決定戦ライト級部門決勝戦で浦秀晃と対戦し、5回3-0（50-46、50-47、49-47）の判定勝ちを収め全日本新人王の座を射止めた。
2009年7月7日、後楽園ホールで長崎大之とライト級8回戦を行い、8回3-0（80-73、78-74、78-76）の判定勝ちを収めた。
2009年10月23日、後楽園ホールで生田真敬とライト級8回戦を行い、3回58秒TKO勝ちを収めた。
2010年2月26日、後楽園ホールで島村国伸とライト級6回戦を行い、6回1-2（57-56、56-57×2）の判定負けを喫した。
2010年5月9日、後楽園ホールで日本スーパーライト級5位の迫田大治とスーパーライト級8回戦を行い、8回3-0（3者共77-76）の判定勝ちを収め再起した。
2013年2月11日、後楽園ホールで日本スーパーライト級王者の岩渕真也と対戦し、8回2分0秒TKO負けを喫し王座獲得に失敗した。
2013年8月18日、ソウルでOPBF東洋太平洋スーパーライト級王者の金敏旭と対戦し、11回TKO負けを喫し王座獲得に失敗した。
2014年6月17日、後楽園ホールで安達寿彦とスーパーライト級8回戦を行い、8回3-0（79-74、78-75、78-75）の判定勝ちを収め再起した。
2014年11月25日、後楽園ホールで行われた「DANGAN116」で合田剛士とスーパーライト級8回戦を行い、5回2分12秒TKO勝ちを収めた。
2015年4月19日、大阪市立住吉区民センターでジャンボ織田信長書店ペタジーニとスーパーライト級8回戦を行い、8回3-0（79-74、78-74、77-76）の判定勝ちを収めた。
2015年12月8日、後楽園ホールで行われた「DANGAN147」で日本スーパーライト級5位の青木クリスチャーノとスーパーライト級8回戦を行い、8回2-1（77-75、78-75、75-76）の判定勝ちを収めた。
2016年4月13日、後楽園ホールで行われた「ザ・グレイテスト・ボクシング」で佐藤矩彰とスーパーライト級8回戦を行い、8回0-3（76-77×2、75-77）の判定負けを喫した。
2016年11月1日、後楽園ホールで日本スーパーライト級王者の岡田博喜と対戦し、10回0-3（91-99、92-98×2）の判定負けを喫し王座獲得に失敗した。試合後、角海老宝石ボクシングジムに移籍した。
2017年3月27日、後楽園ホールで行われた第59回フェニックスバトルでクウエ・ピーターとスーパーライト級8回戦を行い、8回3-0（78-73、78-75、77-74）の判定勝ちを収め再起した。
2017年12月14日、後楽園ホールで行われた「ダイヤモンドグローブ」で日本スーパーライト級王者の麻生興一と対戦し、10回3-0（96-95、95-94×2）の判定勝ちを収め9年ぶりの再戦を制し王座獲得に成功した。2018年1月15日、東日本ボクシング協会2017年12月度の月間MVPに選出された。
2018年5月7日、後楽園ホールで行われた「SLUGFEST」で日本スーパーライト級1位のデスティノ・ジャパンと対戦し、7回1分21秒TKO勝ちを収め初防衛に成功した。6月11日、東日本ボクシング協会2018年5月度の月間MVPに選出された。
2018年12月1日、後楽園ホールで行われた「ダイナミックグローブ」で日本スーパーライト級10位の稲垣孝と対戦し、1回2分56秒TKO勝ちを収め2回目の防衛に成功した。
2019年4月6日、後楽園ホールで行われた「ダイナミックグローブ」で日本スーパーライト級1位の井上浩樹と対戦し、10回0-3（93-97、93-98、92-98）で判定負けを喫し3度目の防衛に失敗、王座から陥落した
2019年11月22日、後楽園ホールで日本ライト級10位の有岡康輔と対戦し、1回45秒KO勝ちを収め、再起に成功した。
2020年9月3日、後楽園ホールで日本・OPBF東洋太平洋・WBOアジアパシフィックライト級王者の吉野修一郎に挑戦するも、12回0-3（108-120、109-119×2）で判定負けを喫し、王座獲得に失敗した。
2021年7月3日、後楽園ホールで元WBO世界スーパーフェザー級王者で、日本ライト級3位の伊藤雅雪と対戦し、8回1分17秒TKO負けを喫した。
2021年7月13日、日本ボクシングコミッションに引退届を提出した。

## 獲得タイトル
- 第65回東日本新人王トーナメントライト級部門優勝
- 第55回全日本新人王決定戦ライト級部門決勝戦優勝
- 第40代日本スーパーライト級王座（防衛2）

## 戦績
- プロボクシング：37戦 25勝 (12KO) 9敗 3分

| 戦           | 日付           | 勝敗 | 時間     | 内容         | 対戦相手                               | 国籍           | 備考                                               |
| ------------ | -------------- | ---- | -------- | ------------ | -------------------------------------- | -------------- | -------------------------------------------------- |
| 1            | 2006年5月23日  | △    | 4R       | 判定 1-1     | 神崎宜紀（戸高）                       | 日本           | プロデビュー戦                                     |
| 2            | 2006年7月24日  | ☆    | 1R 0:14  | KO           | 小林鋼介（極東）                       | 日本           |                                                    |
| 3            | 2006年12月10日 | ☆    | 4R       | 判定 3-0     | 安田竜也（岐阜ヨコゼキ）               | 日本           |                                                    |
| 4            | 2007年6月6日   | ☆    | 4R       | 判定 2-0     | 伊藤彰浩（国際）                       | 日本           | 第64回東日本新人王トーナメントライト級部門予選     |
| 5            | 2007年7月31日  | ★    | 4R       | 判定 0-3     | 近藤明広（日東）                       | 日本           | 第64回東日本新人王トーナメントライト級部門予選     |
| 6            | 2008年1月25日  | ☆    | 2R 1:09  | KO           | 渡部智之（川島）                       | 日本           |                                                    |
| 7            | 2008年6月3日   | ☆    | 3R 0:13  | TKO          | 松下明広（セレス）                     | 日本           | 第65回東日本新人王トーナメントライト級部門予選     |
| 8            | 2008年8月5日   | △    | 4R       | 判定 1-1     | 加藤健太（三谷大和S）                  | 日本           | 第65回東日本新人王トーナメントライト級部門準々決勝 |
| 9            | 2008年9月25日  | ☆    | 4R       | 判定 2-0     | 小澤剛（18鴻巣）                       | 日本           | 第65回東日本新人王トーナメントライト級部門準決勝   |
| 10           | 2008年11月2日  | △    | 5R       | 判定 1-1     | 麻生興一（ワタナベ）                   | 日本           | 第65回東日本新人王トーナメントライト級部門決勝     |
| 11           | 2008年12月21日 | ☆    | 5R       | 判定 3-0     | 浦秀晃（竹原）                         | 日本           | 第55回全日本新人王決定戦ライト級部門決勝戦         |
| 12           | 2009年3月28日  | ☆    | 6R 0:46  | TKO          | 倉健太郎（ビータイトS）                | 日本           |                                                    |
| 13           | 2009年7月7日   | ☆    | 8R       | 判定 3-0     | 長崎大之（F・I）                       | 日本           |                                                    |
| 14           | 2009年10月23日 | ☆    | 3R 0:58  | TKO          | 生田真敬（ワタナベ）                   | 日本           |                                                    |
| 15           | 2010年2月26日  | ★    | 6R       | 判定 1-2     | 島村国伸（ワタナベ）                   | 日本           |                                                    |
| 16           | 2010年5月9日   | ☆    | 8R       | 判定 3-0     | 迫田大治（横田S）                      | 日本           |                                                    |
| 17           | 2010年10月28日 | ☆    | 6R 0:30  | 負傷判定 3-0 | 鈴木拓也（ワールド日立）               | 日本           |                                                    |
| 18           | 2011年7月12日  | ☆    | 8R       | 判定 3-0     | 大沼弘宜（協栄）                       | 日本           |                                                    |
| 19           | 2012年1月26日  | ☆    | 2R 2:35  | TKO          | モンコンチャイ・マノプカンチャン       | タイ           |                                                    |
| 20           | 2012年4月26日  | ☆    | 1R 2:32  | TKO          | エッカチャイ・パクディジム             | タイ           |                                                    |
| 21           | 2012年10月31日 | ☆    | 5R 1:31  | KO           | ヌクン・チャイヨンジム                 | タイ           |                                                    |
| 22           | 2013年2月11日  | ★    | 8R 2:00  | TKO          | 岩渕真也（草加有沢）                   | 日本           | 日本スーパーライト級タイトルマッチ                 |
| 23           | 2013年8月18日  | ★    | 11R 1:26 | TKO          | 金敏旭                                 | 韓国           | OPBF東洋太平洋スーパーライト級タイトルマッチ       |
| 24           | 2014年6月17日  | ☆    | 8R       | 判定 3-0     | 安達寿彦（岐阜ヨコゼキ）               | 日本           |                                                    |
| 25           | 2014年11月25日 | ☆    | 5R 2:12  | TKO          | 合田剛士（草加有沢）                   | 日本           |                                                    |
| 26           | 2015年4月19日  | ☆    | 8R       | 判定 3-0     | ジャンボ織田信長書店ペタジーニ（六島） | 日本           |                                                    |
| 27           | 2015年12月8日  | ☆    | 8R       | 判定 3-0     | 青木クリスチャーノ（駿河）             | ブラジル       |                                                    |
| 28           | 2016年4月13日  | ★    | 8R       | 判定 0-3     | 佐藤矩彰（新日本木村）                 | 日本           |                                                    |
| 29           | 2016年11月1日  | ★    | 10R      | 判定 0-3     | 岡田博喜（角海老宝石）                 | 日本           | 日本スーパーライト級タイトルマッチ                 |
| 30           | 2017年3月27日  | ☆    | 8R       | 判定 3-0     | クウエ・ピーター（大橋）               | ガーナ         |                                                    |
| 31           | 2017年12月14日 | ☆    | 10R      | 判定 3-0     | 麻生興一（ワタナベ）                   | 日本           | 日本スーパーライト級タイトルマッチ                 |
| 32           | 2018年5月7日   | ☆    | 7R 1:21  | TKO          | デスティノ・ジャパン（ピューマ渡久地） | ドミニカ共和国 | 日本防衛1                                          |
| 33           | 2018年12月1日  | ☆    | 1R 2:56  | TKO          | 稲垣孝（フラッシュ赤羽）               | 日本           | 日本防衛2                                          |
| 34           | 2019年4月6日   | ★    | 10R      | 判定 0-3     | 井上浩樹（大橋）                       | 日本           | 日本陥落                                           |
| 35           | 2019年11月22日 | ☆    | 1R 0:45  | KO           | 有岡康輔（三迫）                       | 日本           |                                                    |
| 36           | 2020年9月3日   | ★    | 12R      | 判定 0-3     | 吉野修一郎（三迫）                     | 日本           | 日本・OPBF・WBOアジア太平洋ライト級タイトルマッチ  |
| 37           | 2021年7月3日   | ★    | 8R 1:17  | TKO          | 伊藤雅雪（横浜光）                     | 日本           |                                                    |
| テンプレート |                |      |          |              |                                        |                |                                                    |